# عصا موسى (كتاب)
ضرب الكليم أو عصا موسى (الأردية: ضربِ کلیم) هو كتاب شعر فلسفي للعلامة إقبال باللغة الأردية، وهو شاعر وفيلسوف من باكستان. نُشر الكتاب في عام 1936، أي قبل عامين من وفاته.

## المقدمة
هذه هي المجموعة الثالثة من شعر العلامة السير محمد إقبال، والتي وصفت بأنها بيانه السياسي. نُشر هذا الكتاب بعنوان "إعلان حرب على العصر الحالي". يزعم محمد إقبال، المعروف بـ"شاعر الشرق"، أن مشاكل العصر الحديث ناجمة عن الإلحاد والمادية والظلم في الحضارة الحديثة، التي تتغذى على استعباد واستغلال الدول الضعيفة، وخاصة المسلمين والهنود.

## الطبعات
صدرت طبعته الأولى سنة 1935م، أي قبل وفاة العلامة محمد إقبال بثلاث سنوات فقط. وبعد ذلك صدرت طبعات مختلفة في باكستان والهند، ولكن الطبعة الأكثر أصالة كانت التي أصدرتها أكاديمية إقبال الباكستانية [الإنجليزية]، والتي نُشرت في عام 2002 في لاهور.

## طالع أيضًا
- فهرس المقالات المتعلقة بمحمد إقبال [الإنجليزية]
- جاود ناها
- رسالة من المشرق
- زبور العجم
- ماذا ينبغي أن نفعل يا أهل المشرق
- نداء الجرس المسير
- جناح جبرائيل
- أسرار الخودي
- هدية من الحجاز
- رموز البخودي

## روابط خارجية
- اقرأ عبر الإنترنت على موقع أكاديمية إقبال
- اقرأ على الإنترنت في مكتبة إقبال الإلكترونية
- اقرأ الترجمة الإنجليزية للسيد أكبر علي شاه على موقع أكاديمية إقبال